# みんな大好き子づくりばんちょう
『みんな大好き 子づくりばんちょう』は、アナスタシアから2007年5月18日に発売されたアダルトゲームである。

## 解説
エウシュリーの姉妹ブランド・アナスタシアの第2弾となる本作は、子づくりを主題としたコメディ作品である。
ヒロインとのHは中出し前提であり、ヒロインと主人公の間にできた子は女神の力で急成長され、アクションパートのパーティーに参加させることができる。
本作はアドベンチャーゲームパートとアクションパートがあり、アクションパートはおはじきのように敵をフィールド外に落とせば勝利となる。
アクションパートで敵に勝利すると番長ポイントを得ることができ、このポイントを消費してキャラクターを強化する。

## あらすじ
たるたる市は、少子化に伴う人口減少を阻止すべく、二つの法案を打ち出した。一つは、戦いによって勝ち残った学園を唯一のものとする「学園統一化計画」。そしてもう一つは、子どもの数に合わせて支援金を出す「子だくさん計画」。
主人公・馬浪貴劉（まなみ きりゅう）は、妹・夏美から安全祈願ならぬ安産祈願のお守りを受け取る。貧乏生活を脱したかったこともあり、貴劉は学園闘争に身を投じることを誓う。さらにそこへ、子づくりの女神・アンジェリーナが助っ人として貴劉に協力を申し出る。
かくして、貴劉の貧乏生活脱出をかけた、子づくり作戦が始まるのであった。

## 登場人物
馬浪 貴劉（まなみ きりゅう）
本作の主人公。私立刀隠学園の代表者の座を桜から譲り受けた。
馬浪 夏美（まなみ なつみ）
声：東かりん
貴劉の妹。明るく元気な性格をしている。まぬけながらもしたたかな一面もある。
アンジェリーナ・イシュター
声：かわしまりの
たるたる市にある水天宮神社にまつられていた子づくりの女神。
昨今の少子化に伴い力が弱まっていたため、子づくりに励む貴劉に協力を申し出た。弱体化しているため、子どもの姿で登場することもある。
金城 椿（きんじょう つばき）
声：桜川未央
私立御坂学園の代表者で、夏美の親友。親友の兄である貴劉に思いを寄せているが、素直になることができず、ついきつくあたってしまう。
五月女 桜（さおとめ さくら）
声：南見ちはる
私立刀隠学園の元代表者で、御坂学園と不可侵条約を結んだ人物。かつて自分を助けた貴劉の強さにほれ込み、代表の座を譲った経緯がある。
南美 麗（みなみ うらら）
声：青井美海
アルプス酪農学園の代表者で、良家の令嬢でもある。怪我の後遺症で車いすに乗っており、自らの不幸を嘆いては死を望むものの、併せ持ったたくましさ故になかなか死ねずにいる。
影山 凰華（かげやま おうか）
声：榎津まお
聖ソフィーネ天空魔術学園の代表者で、自らも黒魔術を学んでいる。右手にパペットをつけていることが多い。他人を呪う趣味があるものの、悪人というわけでもない。
緋雨 紗綾香（ひさめ さやか）
声：大波こなみ
私立萩月学園の代表者。生真面目な性格で、厳格な校風を気に入っている。恋愛には興味があるものの、弱い男には興味がないため、なかなか恋愛ができずにいる。
御崎 伊万里（みさき いまり）
声：金田まひる
私立成心学園の代表者。素直で活発な性格だが、子どもっぽい言動が災いして騒ぎになることが多い。
江間 愛鈴（えま あいりん）
声：松永雪希
謎の組織の傘下にある特殊機関の代表者。高い身体能力と明晰な頭脳が持ち味だが、情にほだされやすい上に詰めが甘いため、組織からの評価は低い。
任海 静樹（とうみ しずき）
声：楠鈴音
私立浩蕩学園の代表者。心優しく純粋な性格をしているため、騙されやすい。202cmという大柄な体格が特徴であり、スポーツ万能である。
番長（ばんちょう）
私立刀隠学園の元番長で、何年留年しているのかわからない人物。桜の政策に不満を抱き、代表の座を奪おうとして貴劉に阻止され、番長の座を譲ったという経緯を持つ。

## 評価
本作は美少女ゲームアワード2007のプログラム部門を受賞した